# Jadwiga Zajiček
Jadwiga Zajiček (ur. 25 listopada 1925 w Wilnie, zm. 20 marca 2023 w Fayetteville) – polska montażystka filmowa oraz reżyserka i scenarzystka filmów dokumentalnych.
Laureatka Nagrody za montaż na Festiwalu Polskich Filmów Fabularnych w Gdyni (ponadto nominowana do tej nagrody) oraz czterokrotnie nominowana do Polskiej Nagrody Filmowej, Orzeł w kategorii najlepszy montaż. Ponadto nagradzana na Ogólnopolskim Festiwalu Filmów Krótkometrażowych w Krakowie i Międzynarodowym Festiwalu Filmów Krótkometrażowych w Oberhausen.

## Filmografia
jako montażystka:
- Kobieta (1952)
- Człowiek na torze (1956)
- Eroica (1957)
- Zezowate szczęście (1960)
- Kwiecień (1961)
- Barwy walki (1964)
- Kierunek Berlin (1968)
- Dancing w kwaterze Hitlera (1968)
- Zabijcie czarną owcę (1971)
- Janosik (1974)
- Doktor Judym (1975)
- Karino (1976)
- Con amore (1976)
- Hallo Szpicbródka, czyli ostatni występ króla kasiarzy (1978)
- Sekret Enigmy (1979)
- Filip z konopi (1981)
- Zabij mnie glino (1987)
- Sztuka kochania (1989)
- V.I.P. (1991)
- Kuchnia polska (1991)
- Szwadron (1992)
- 1968. Szczęśliwego Nowego Roku (1992)
- Girl Guide (1995)
- Kiler (1997)
- U Pana Boga za piecem (1998)
- Kiler-ów 2-óch (1999)
- To ja, złodziej (2000)
- Pieniądze to nie wszystko (2001)
- Superprodukcja (2002)

## Wybrane nagrody, nominacje i odznaczenia
- 1981 – Nagroda za montaż filmu Robotnice na Ogólnopolskim Festiwalu Filmów Krótkometrażowych w Krakowie
- 1983 – Grand Prix „Złoty Lajkonik” za film Protokół zniszczenia Ogólnopolskim Festiwalu Filmów Krótkometrażowych w Krakowie
- 1984 – Wielka Nagroda miasta Oberhausen za film Protokół zniszczenia na Międzynarodowym Festiwalu Filmów Krótkometrażowych w Oberhausen
- 1988 – Nagroda za montaż filmu Zabij mnie glino na Festiwalu Polskich Filmów Fabularnych w Gdyni
- 1989 – „Brązowy Lajkonik” za film Nasz wiek dwudziesty Ogólnopolskim Festiwalu Filmów Krótkometrażowych w Krakowie
- 1991 – nominacja do Nagrody za montaż filmu V.I.P. na Festiwalu Polskich Filmów Fabularnych w Gdyni
- 1999 – nominacja do Polskiej Nagrody Filmowej, Orzeł za montaż filmu U Pana Boga za piecem
- 2000 – nominacja do Polskiej Nagrody Filmowej, Orzeł za montaż filmu Kiler-ów 2-óch
- 2001 – nominacja do Polskiej Nagrody Filmowej, Orzeł za montaż filmu To ja, złodziej
- 2002 – nominacja do Polskiej Nagrody Filmowej, Orzeł za montaż filmu Pieniądze to nie wszystko
- 2007 – Nagroda Ministra Kultury i Dziedzictwa Narodowego w dziedzinie filmu
- 2010 – Nagroda Stowarzyszenia Filmowców Polskich za całokształt osiągnięć artystycznych
- 2014 – Złoty Medal „Zasłużony Kulturze - Gloria Artis”